# Crates de Leucónoe
Crates de Leucónoe (Griego antiguo: Κράτης ο Λευκονοεύς, "Kratis Lefkoneous") fue un antiguo escultor griego, hijo de Pánfilo, que nació y vivió en Leucónoe, Ática. Su obra fue encontrada cuando se estaban realizando unas reformas en la iglesia de San Teodoro en Anthoupolis (Ática). Esta obra es una estatua dedicada a Apolo. En el pedestal de la estatua, Kyriakos Pittakis descubrió la siguiente inscripción:

[Α]πολλώνι

[Κ]ράτης Παμφίλου

Λευκονοεύς
[A]pollo
[K]ratis Pamfilou
Lefkoneo 